# OZ Весов
OZ Весов (лат. OZ Librae) — одиночная переменная звезда в созвездии Весов на расстоянии (вычисленном из значения параллакса) приблизительно 4270 световых лет (около 1309 парсеков) от Солнца. Видимая звёздная величина звезды — от +11,3m до +10m.

## Характеристики
OZ Весов — пульсирующая полуправильная переменная звезда (SR).